# Saint-Georges-Haute-Ville
Saint-Georges-Haute-Ville è un comune francese di 1 277 abitanti situato nel dipartimento della Loira della regione dell'Alvernia-Rodano-Alpi.

## Società

### Evoluzione demografica
Abitanti censiti